# Västermo
Västermo is een plaats in de gemeente Eskilstuna in het landschap Södermanland en de provincie Södermanlands län in Zweden. De plaats heeft 58 inwoners (2005) en een oppervlakte van 14 hectare.